# Canhão naval de 9.2 polegadas modelos I – VII

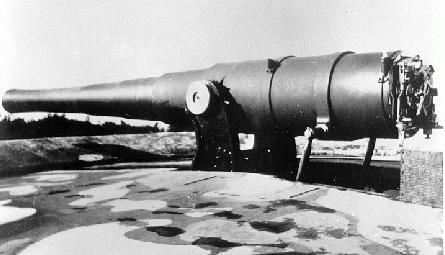
Modelo Mk VI no forte Ben Buckler, Sydney, Austrália

Os canhões britânicos de 9,2 polegadas modelo I-VII (BL 9.2-inch Mk I – VII), utilizados na artilharia naval e defesa costeira, constituíram uma família de armas pesadas com sistema de carregamento pela culatra que desempenharam um papel fundamental no cenário militar britânico de 1881 até o término da Primeira Guerra Mundial. Inicialmente projetados para utilizar propelentes de pólvora convencional, esses canhões se destacaram por sua versatilidade e poder de fogo.

## História
A história dessas armas teve início com os modelos Mk I e Mk II. Em 1879, a Marinha Real britânica solicitou o desenvolvimento de um canhão comparável ao canhão de 24 cm (9,45 polegadas) fabricado pela Krupp naquela época. A demanda da Marinha foi encaminhada ao Comitê de Artilharia, que, após um período de utilização de canhões de carregamento pela boca nas décadas de 1860 e 1870, considerava retornar ao uso de canhões de culatra. A solução encontrada foi um novo canhão de 9,2 polegadas (234 mm) com capacidade para disparar projéteis de 380 libras, o que se mostrou adequado para atender às necessidades navais. Iniciou-se a produção de 19 unidades dos modelos Mk I e Mk II, com um comprimento do cano de 26 calibres, a partir de 1881. No entanto, devido a atrasos e a necessidade de modificações substanciais, esses canhões provaram-se insatisfatórios e nenhum deles foi efetivamente empregado em operações navais. O desfecho positivo dessa trajetória ocorreu com a evolução para os modelos Mk III até Mk VII, caracterizados por canos de 31,5 calibres. Estas versões representaram um avanço significativo, sendo as primeiras a serem montadas em navios e alocadas para uso em serviço geral.[carece de fontes?] A Armada Imperial Brasileira utilizou tais canhões nos encouraçados Riachuelo e Aquidabã.